# Michael Madsen
Pour les articles homonymes, voir Madsen.
Michael Madsen, né le 25 septembre 1957 à Chicago, Illinois (États-Unis) et mort le 3 juillet 2025 à Malibu, Californie (États-Unis) est un acteur américain. 
Il est connu pour ses collaborations avec le réalisateur Quentin Tarantino, interprétant notamment M. Blonde dans Reservoir Dogs (1992),  Budd dans Kill Bill : Volume 1 (2003) et Kill Bill : Volume 2 (2004), ainsi que Joe Gage dans Les Huit Salopards (2015), et faisant également une brève apparition dans Once Upon a Time… in Hollywood (2019). 
Parmi ses autres rôles notables, il tient notamment celui de Jimmy dans le film Thelma et Louise (1991) de Ridley Scott et prête sa voix au mafieux Toni Cipriani dans le jeu vidéo Grand Theft Auto III (2001), à l'assassin Daud dans la franchise vidéoludique Dishonored (2012-2017) ou encore à l'impitoyable William Carver dans la deuxième saison (2014) du jeu vidéo épisodique The Walking Dead: A Telltale Games Series (2012-2019).

## Biographie

### Jeunesse et formation
Michael Søren Madsen naît le 25 septembre 1957 à Chicago, Illinois (États-Unis) Michael Madsen est le fils d'Elaine (une poétesse et productrice de télévision) et de Calvin Madsen (un pompier) et le frère de l'actrice Virginia Madsen. Ses grands-parents paternels étaient danois et sa mère a des ancêtres irlandais et amérindiens.

### Carrière
Michael Madsen se prend de passion pour le cinéma durant son adolescence rebelle et difficile, alors qu'il vit au sein d'une famille unie à Chicago. Après avoir vécu de petits boulots (peintre en bâtiment, aide-soignant…), il décroche ses premiers rôles dans des séries comme Deux flics à Miami, jusqu'à son premier film, en 1983, Wargames aux côtés du jeune Matthew Broderick.
Après avoir traqué Val Kilmer jusqu'à la mort dans Kill Me Again en 1989 puis avoir été le petit ami compréhensif de Susan Sarandon dans le film culte Thelma et Louise en 1991, c'est en 1992 qu'il acquiert la notoriété auprès du grand public grâce à son interprétation sadique et terrifiante de Mr. Blonde dans Reservoir Dogs, le premier film de Quentin Tarantino qui fait sensation à Cannes.
Le rôle de l'homme patibulaire, violent et solitaire devient dès lors l'une de ses spécialités. Il incarne Rudy Travis dans Guet-Apens en 1994, puis le capo mafieux Sonny Black dans Donnie Brasco avec Al Pacino et Johnny Depp en 1996. Sa forte notoriété dans les années 1990 lui ouvre par ailleurs les portes des blockbusters Sauvez Willy, Wyatt Earp et Les hommes de l'ombre, trois films aux registres différents dans lesquels il quitte son personnage de méchant.
Dans les années 2000, Michael Madsen se fait plus discret au cinéma, se contentant de courtes apparitions dans Meurs un autre jour en 2002, Sin City en 2005 ou encore Scary Movie 4 en 2006. Très apprécié de Quentin Tarantino, l'acteur retrouve un peu de visibilité avec Kill Bill : Volume 1 en 2003 et Kill Bill : Volume 2 en 2004.

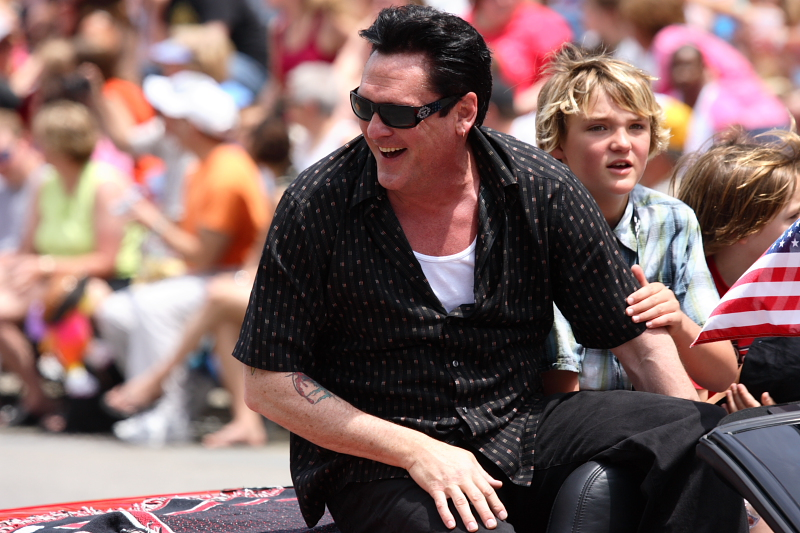
Michael Madsen en 2006.

En 2001, il incarne un truand dans le clip You Rock My World de Michael Jackson aux côtés de Chris Tucker et de Marlon Brando.
En 2004, il participe au développement du jeu vidéo DRIV3R en prêtant sa voix au personnage de Tanner, aux côtés d’Iggy Pop, Mickey Rourke ou Michelle Rodríguez. En 2006, il reprend le rôle de Mister Blonde dans le jeu vidéo Reservoir Dogs. Il est d'ailleurs le seul  acteur de la bande des braqueurs du film à prêter son visage et sa voix. Il tient également le rôle du chef yakuza Shimano dans la version anglophone du jeu Yakuza.
En butte à des problèmes financiers[réf. nécessaire], il cumule depuis 2007 un grand nombre de premiers rôles dans des petits films d'action destinés à sortir directement en vidéo, plus d'une dizaine en 2010. Cette même année, il apparaît cependant dans le film français Krach avec Gilles Lellouche et Charles Berling.
Peu de temps avant, en 2009, il prête sa voix au Green Lantern Kilowog dans le film d'animation Green Lantern : Le Complot de Lauren Montgomery, d'après l'œuvre de DC Comics.

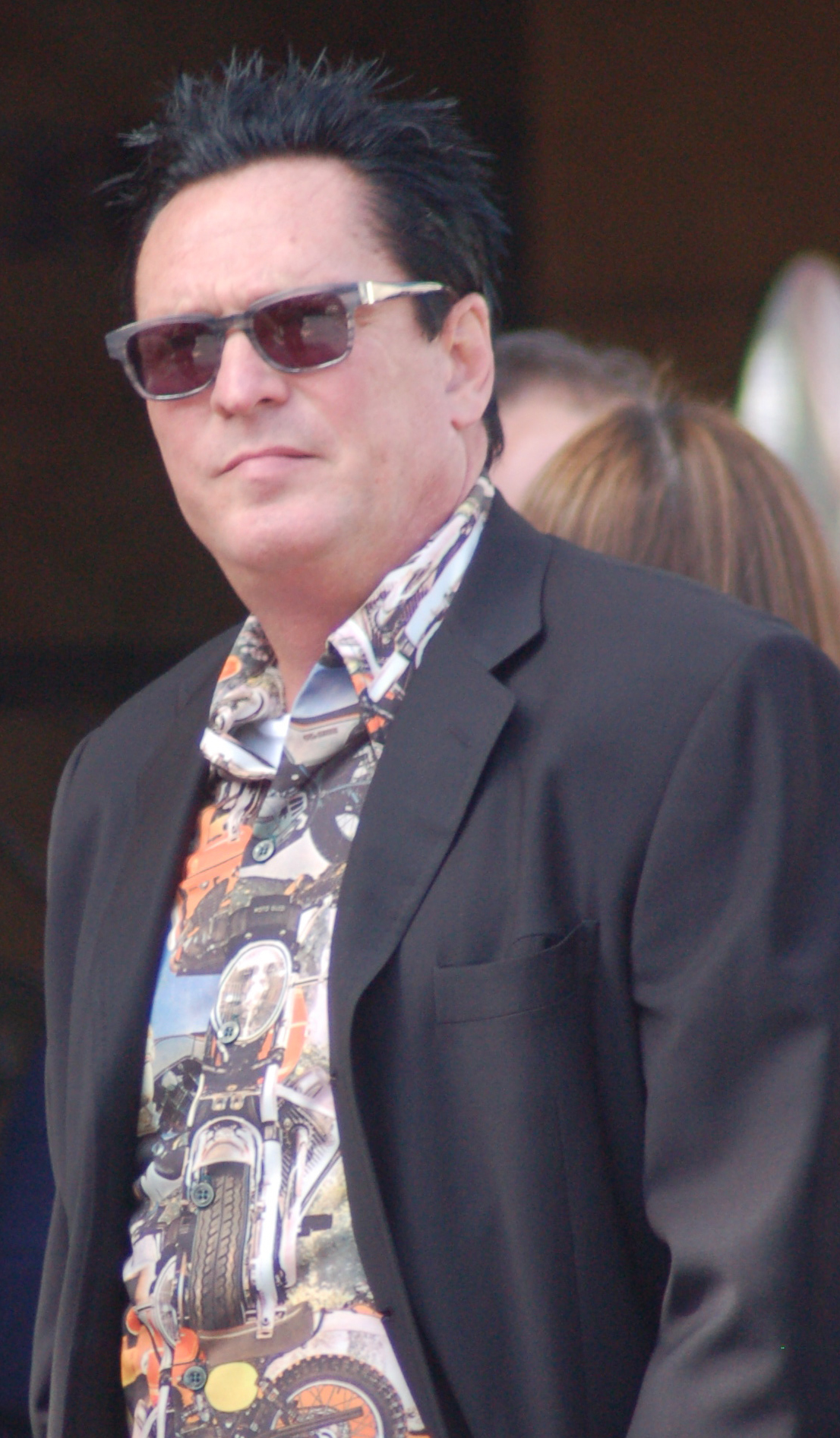
Michael Madsen en 2010.

Le 5 janvier 2012, il entre dans le jeu de télé-réalité anglais Celebrity Big Brother 9. Le vendredi 27 janvier, le jour de la finale il est éliminé et arrive en quatrième position. Il a été enfermé pendant 23 jours dans la Big Brother House avec notamment l'ancien champion de rugby Gareth Thomas ou encore les playmates Playboy Kristina et Karissa Shannon. Du 6 au 12 juin 2012, il fut président du jury du 1er Champs-Élysées Film Festival, avec Lambert Wilson.
En 2012, il prête sa voix à l'assassin Daud, personnage secondaire du jeu acclamé Dishonored du studio Arkane Studios. L'année d'après, il reprend le personnage qui est cette fois-ci le protagoniste des contenus téléchargeables La Lame de Dunwall et Les Sorcières de Brigmore.
En 2013, il apparaît aux côtés des acteurs Joe Pantoliano, Ray Liotta et Chazz Palminteri, dans la carte Mob Of The Dead du mode zombies du jeu vidéo Call of Duty: Black Ops II, neuvième épisode de la franchise Call of Duty.
En 2014, il prête sa voix à  William Carver, un des principaux antagonistes de la deuxième saison du jeu vidéo épisodique The Walking Dead: A Telltale Games Series.
En 2015, il retrouve le réalisateur Quentin Tarantino qui lui donne un des huit principaux rôles de son western à huis clos enneigé Les Huit Salopards (The Hateful Eight). Évoluant aux côtés de Samuel L. Jackson, Kurt Russell, Jennifer Jason Leigh, Walton Goggins, Tim Roth, Demián Bichir et Bruce Dern, Madsen incarne le cowboy Joe Gage.
En 2017, il reprend le rôle de l'assassin Daud dans le jeu vidéo Dishonored: Death of the Outsider.  
En 2019, il apparaît brièvement dans le film Once Upon a Time… in Hollywood de Quentin Tarantino. Il tient le rôle du shérif Hackett, personnage issu de la série fictive Bounty Law.
Durant la cérémonie des The Game Awards 2022 du 8 décembre 2022, il est annoncé qu'il prête sa voix et son visage à un personnage du jeu Crime Boss: Rockay City (en) de 505 Games. Le jeu sort le 28 mars 2023 et comprend dans sa distribution Michael Rooker, Danny Trejo, Kim Basinger, Danny Glover ou encore Chuck Norris.

### Autres activités
Passionné de poésie, Michael Madsen a publié plusieurs ouvrages.

### Vie privée
Michael Madsen a six fils dont l'un a pour parrain Harvey Keitel. En 2022, son troisième fils, Hudson, se suicide.

### Mort
Le 3 juillet 2025 Michael Madsen a été retrouvé inconscient à son domicile de Malibu, Californie (États-Unis) où il est déclaré mort des suites d'un arrêt cardiaque à l'âge de 67 ans,,.
Incinéré, ses cendres sont enterrées au Mount Sinai Memorial Park and Mortuaries.

## Filmographie

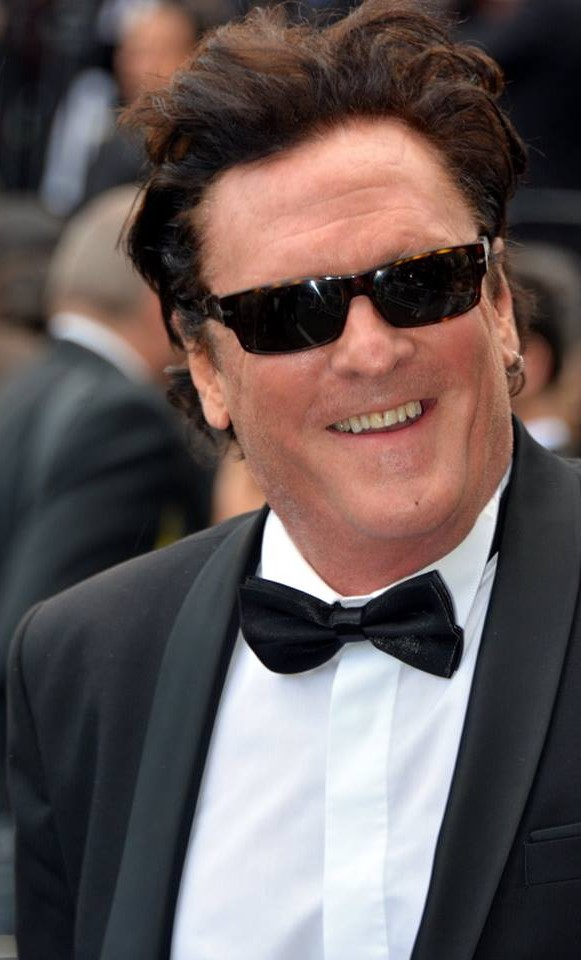
Michael Madsen au Festival de Cannes 2018.

### Cinéma

#### Années 1980
- 1982 : Against All Hope (en) d’Edward T. McDougal : Cecil Moe
- 1983 : WarGames de John Badham : Steve
- 1984 : Les Moissons du printemps (Racing with the Moon) de Richard Benjamin : Frank
- 1984 : Le Meilleur (The Natural) de Barry Levinson : Bartholomew "Bump" Bailey
- 1987 : L'Heure du crime (The Killing Time) de Rick King : Stu
- 1988 : Iguana de Monte Hellman : Sebastián
- 1988 : Shadows in the Storm (en) de Terrell Tannen : Earl
- 1989 : Blood Red de Peter Masterson : Enzio
- 1989 : Kill Me Again de John Dahl : Vince Miller

#### Années 1990
- 1990 : The End of Innocence (en) de Dyan Cannon : Earl
- 1991 : The Doors (The Doors) d’Oliver Stone : Tom Baker
- 1991 : Thelma et Louise (Thelma and Louise) de Ridley Scott : Jimmy
- 1992 : Arizona Rider (en) (Beyond the Law) de Larry Ferguson : Blood
- 1992 : Reservoir Dogs de Quentin Tarantino : Vic Vega, alias Mr Blonde
- 1992 : Franc-parler (Straight Talk) de Barnet Kellman : Steve
- 1992 : Almost Blue de Keoni Waxman : Morris Poole
- 1992 : Fatal Instinct de John Dirlam : Cliff Burden
- 1993 : Relations interdites (Inside Edge) de Warren Clarke et William Tannen : Richard Montana
- 1993 : Une belle emmerdeuse (Trouble Bound) de Jeffrey Reiner : Harry Talbot
- 1993 : Sauvez Willy (Free Willy) de Simon Wincer : Glen Greenwood
- 1993 : Money for Nothing de Ramón Menéndez : l'inspecteur Laurenzi
- 1993 : L'Otage d'une vengeance (en) (A House in the Hills) de Ken Wiederhorn : Mickey
- 1993: Fixing the shadow de Larry Ferguson : Blood
- 1994 : Season of Change de Robin P. Murray : Randy Parker
- 1994 : Guet-apens (The Getaway) de Roger Donaldson : Rudy Travis
- 1994 : Blue Tiger (en) de Norberto Barba : l'armurier (caméo non crédité)
- 1994 : Ligne privée (Dead Connection) de Nigel Dick : l'inspecteur Matt Dickson
- 1994 : Wyatt Earp de Lawrence Kasdan : Virgil Earp
- 1995 : La Mutante (Species) de Roger Donaldson : Preston Lennox
- 1995 : Sauvez Willy 2 : La Nouvelle Aventure (Free Willy 2: The Adventure Home) de Dwight H. Little : Glen Greenwood
- 1995 : L'Homme au pistolet de David Wyles : John Wilbur Hardin
- 1996 : Red Line (en) de John Sjogren : M. Lawrence
- 1996 : Les Hommes de l'ombre (Mulholland Falls) de Lee Tamahori : Eddie Hall
- 1996 : Les Derniers Jours de Frankie la Mouche de Peter Markle : Sal
- 1997 : Les Flambeurs (en) (The Winner) d’Alex Cox : Wolf
- 1997 : Papertrail de Damian Lee : l'agent du FBI Brad Abraham
- 1997 : Donnie Brasco de Mike Newell : Dominic « Sonny Black » Napolitano
- 1997 : Catherine's Grove de Rick King : Joe Mason
- 1997 : The Girl Gets Moe de James Bruce : Donnelly
- 1997 : Pleins feux sur le président (Executive Target) de Joseph Merhi : Nick
- 1997 : Le Maître du jeu (The Maker) de Tim Hunter : Skarney
- 1998 : Surface to Air (uk) de Rodney McDonald : le sergent Zach Massin
- 1998 : Ballad of the Nightingale de Guy Greville-Morris
- 1998 : Flat Out de John Sjogren : Gene
- 1998 : The Thief & the Stripper de L.P. Brown III et John Sjogren : Jimmie D.
- 1998 : Journal intime d'un tueur en série (Rough Draft) de Joshua Wallace : Haynes
- 1998 : La Mutante 2 (Species II) de Peter Medak : Preston Lennox
- 1998 : L'Armée du silence (The Sender) de Richard Pepin : Dallas Grayson
- 1998 : Fait accompli d’Andrzej Sekula
- 1999 : Detour de Joey Travolta : Burl Rogers
- 1999 : The Florentine (en) de Nick Stagliano : Whitey

#### Années 2000
- 2000 : Bad Guys de Bryan Genesse (de) : Jay Peters
- 2000 : Fall de Daniel Baldwin : Jeremy Banes
- 2000 : Ides of March de Darren Doane : oncle
- 2000 : La Proie du rôdeur (The Stray) de Kevin Mock : Ben
- 2000 : Coup de maître (Luck of the Draw) de Luca Bercovici (en) : Zippo
- 2000 : L'Alternative (The Alternate) de Sam Firstenberg : l'agent Briggs
- 2000 : The Price of Air de Josh Evans : M. Ball
- 2001 : Outlaw de Bo Svenson : Conner
- 2001 : The Ghost de Douglas Jackson : Dan Olinghouse
- 2001 : Choke de John Sjogren : Will
- 2001 : Cavale sans pitié (Pressure Point) d’Eric Weston : Jed Griffin
- 2001 : L.A.P.D. : Protéger et servir de Ed Anders : James Alexander
- 2001 : 42K de Ken Daurio et Darren Doane : le narrateur (non crédité)
- 2001 : Extreme Honor de Steven Rush : Sparks
- 2002 : Welcome to America de Rish Mustaine et John Sjogren : l'agent spécial Leon Fogel
- 2002 : Love.com de Sherwood Ball : Russ
- 2002 : Meurs un autre jour (Die Another Day) de Lee Tamahori : Damian Falco
- 2002 : The Real Deal de Tom Burruss : Baker Jacks
- 2003 : Where's Angelo? (court métrage) de Harris Goldberg : le producteur
- 2003 : Mon boss, sa fille et moi (My Boss's Daughter) de David Zucker : T. J.
- 2003 : Kill Bill : Volume 1 (Kill Bill: Vol. 1) de Quentin Tarantino : Budd alias Sidewinder
- 2003 : Vampires Anonymous de Michael Keller : Geno
- 2003 : Les Clefs de bagnole de Laurent Baffie : lui-même (coupé au montage et non crédité, disponible sur le DVD)
- 2004 : Blueberry, l'expérience secrète de Jan Kounen : Wallace Sebastian Blount
- 2004 : Kill Bill : Volume 2 (Kill Bill: Vol. 2) de Quentin Tarantino : Budd alias Sidewinder
- 2004 : Smatyvay udochki, d'Oleg Stepchenko : le boss
- 2005 : Sin City de Frank Miller et Robert Rodriguez : Bob
- 2005 : Opération Matchbox (The Last Drop) de Colin Teague : le colonel J. T. Colt
- 2005 : L.A. Dicks de Dean Alioto : Steven Miller
- 2005 : Velvet Revolution (Muzhskoy sezon. Barkhatnaya revolutsiya) d'Oleg Stepchenko : l'Américain
- 2005 : BloodRayne d'Uwe Boll : Vladimir
- 2005 : Hoboken Hollow de Glen Stephens : J. T. Goldman
- 2005 : Le Monde de Narnia : Le Lion, la Sorcière blanche et l'Armoire magique (The Chronicles of Narnia: The Lion, the Witch and the Wardrobe) d’Andrew Adamson : le loup Maugrim (voix)
- 2006 : All In de Nick Vallelonga : Seal
- 2006 : Scary Movie 4 de David Zucker : Oliver
- 2006 : Canes de Michael Bafaro : Guillermo List
- 2006 : UKM: The Ultimate Killing Machine de David Mitchell : le major Blevins
- 2006 : Machine (en) de Michael Lazar : Ray (DTV)
- 2007 : Cosmic Radio de Stephen Savage : le sénateur Atwood (DTV)
- 2007 : Living and Dying de Jon Keeyes : l'agent Lind (DTV)
- 2007 : Boarding Gate d’Olivier Assayas : Miles Rennberg
- 2007 : Strength and Honour de Mark Mahon : Sean Kelleher (DTV)
- 2007 : Tooth and Nail de Mark Young : Jackal - Rover (DTV)
- 2007 : Le Spectre afghan (Afghan Knights) de Allan Harmon : Cooper
- 2008 : Vice de Raul Inglis : Max Walker (DTV)
- 2008 : House (en) de Robby Henson (en) : l'homme d'étain / faux officier (DTV)
- 2008 : Killer's Freedom de Fatmir Doga : Leo Ibiza (DTV)
- 2008 : En route pour l'enfer (Hell Ride) de Larry Bishop : The Gent (DTV)
- 2008 : Last Hour de Pascal Caubet : Monk (DTV)
- 2008 : Deep Winter de Mikey Hilb : Dean (DTV)
- 2008 : No Bad Days de David Murphy : Lester (DTV)
- 2008 : 45 R.P.M. de Dave Schultz : le major Baxter (DTV)
- 2009 : Clear Lake, WI de Brian Ide : le réverend (DTV)
- 2009 : You Might as Well Live de Simon Ennis : Clinton Manitoba (DTV)
- 2009 : The Killing Jar de Mark Young : Doe (DTV)
- 2009 : Serbian Scars de Brent Huff : Dreq (DTV)
- 2009 : Green Lantern : Le Complot  de Lauren Montgomery: Kilowog (voix)

#### Années 2010
- 2010 : Krach de Fabrice Genestal : William
- 2010 : Terror Trap de Dan Garcia (DTV) : Carter
- 2010 : Federal d'Erik de Castro (DTV) : Sam Gibson
- 2010 : Now Here de Joe Shaughnessy  (DTV) : Leblanc
- 2010 : The Brazen Bull de Douglas Elford-Argent (DTV) : L'Homme
- 2010 : Corruption.Gov de Q. Manning et John Sjogren (DTV) : Sénateur John Mordire
- 2010 : Black Gold de Jeta Amata (DTV)
- 2010 : Dirty Little Trick de Brian Skiba (DTV) : Vito
- 2010 : Joshua Tree d'Emilio Roso (DTV) : Lou
- 2010 : Magic Boys de Róbert Koltai et Éva Gárdos (DTV) : Terence
- 2010 : Not Another Not Another Movie de David Murphy (DTV) : Lester Storm
- 2010 : The Forest de Shan Serafin (DTV) : Lieutenant Brandon Ross
- 2010 : Infected de Glenn Ciano (DTV) : Louis
- 2010 : Rescue Team d'Aleksandr Yakimchuket et Elena Kovaleva (DTV) : Rik
- 2011 : Run or Die de Michael Corrente : Lieutenant Nick Sullivan
- 2011 : Road Raiders de Jim Wynorski (DTV)
- 2011 : Back2Hell de Richard Driscoll (DTV)
- 2011 : Garbage de Phil Volken (DTV)
- 2011 : A Matter of Justice de Fatmir Doga (DTV) : Leo Ibiza
- 2011 : Skinny Dip de Frankie Latina (DTV)
- 2011 : Madoff: Made Off with America (TV) de Edmund Druilhet : Agent Kennedy
- 2012 : Eldorado (en) de Richard Driscoll (DTV) : Ted
- 2012 : Lionhead de Thomas Rennier (DTV) : Walter Powell
- 2012 : Refuge from the Storm de Elias Acosta (DTV) : Steve Grecco
- 2012 : Trophy de Daniel J. Gillin (DTV) : Cole Lambert
- 2012 : Turnaround Jake de Jared Isham (DTV) : Russell O'Malley
- 2012 : Along the Roadside de Zoran Lisinac (DTV) : Jerry
- 2012 : Terrible Angels d'Anthony Pierce (DTV) : Ben Nolan
- 2012 : The Ninth Cloud de Jane Spencer (DTV): Bob
- 2013 : Ashley de Dean Matthew Ronalds (DTV) : Bill
- 2013 : I'm in Love With a Church Girl de Steve Race (DTV) : Frank Harris
- 2013 : 2047: The Final War d'Alessandro Capone (DTV) : Lobo
- 2014 : Skin Traffik d'Ara Paiaya (DTV) : Le Boss
- 2014 : Time to Pay de Carlo Fusco (DTV) : Don Mancino
- 2014 : Two Cranes de Bart Vandever (DTV) : George Fitzgerald
- 2015 : Death in the Desert de Josh Evans (DTV) : Ray Easler
- 2015 : The Witching Hour de Kevin Macdonald (DTV) : Le Détective
- 2015 : Hope Lost de David Petrucci : Manol
- 2015 : Lumberjack Man de Josh Bear : Dr. Peter Shirtcliff
- 2016 : Les Huit Salopards (The Hateful Eight) de Quentin Tarantino : Joe Gage / Grouch Douglass
- 2016 : Le Combat final de Paul Borghese : Enzo
- 2017 : The Broken Key de Louis Nero : Tully DeMarco
- 2017 : Unfallen (DTV) : Général McCallister
- 2018 : Love Addict de Frank Bellocq : M. Dickinson
- 2019 : La Victoire dans le sang (Trading Paint) de Karzan Kader  : Linsky
- 2019 : Once Upon a Time… in Hollywood de Quentin Tarantino : le shérif Hacket dans la série Bounty Law
- 2019 : The Garden Left Behind de Flavio Alves : Kevin

#### Années 2020
- 2020 : 2 Graves in the Desert[20] de Benjamin Goalabré : Vince
- 2020 : Shark Season : James
- 2021 : Cosmic Radio : Sénateur Atwood
- 2021 : Christmas Thieves : Vince

### Télévision
- 1983 : Hôpital St Elsewhere (St. Elsewhere) : Mike O'Connor (saison 1, épisodes 14 et 15)
- 1983 : Special Bulletin d’Edward Zwick : Jimmy Lenox
- 1984 : Cagney et Lacey (Cagney and Lacey) : Boyd Evans Strout (saison 4, épisode 2)
- 1984 : Deux flics à Miami (Miami Vice) : Sally Alvarado (saison 1, épisode 11)
- 1985 : Le Voyageur (The Hitchhiker) : John Hampton (saison 2, épisode 8)
- 1985 : Our Family Honor de Robert Butler : August "Augie" Danzig
- 1986 : Les Incorruptibles de Chicago (Crime Story) : Johnny Fosse (saison 1, épisodes 4, 5 et 11)
- 1988 : Les Orages de la guerre (War and Remembrance) : lieutenant "Foof" Turhall (mini-série)
- 1989 : L'Enfer du devoir (Tour of Duty) : le sergent Greg Block (saison 2, épisode 6)
- 1989 : La loi est la loi (Jake and the Fatman) : ? (saison 2, épisode 10)
- 1989 : Code Quantum (Quantum Leap) : Blue (Saison 2, épisode 8)
- 1990 : Montana de William A. Graham : Pierce
- 1990 : The Outsiders : Mick Jenkins (épisodes inconnus)
- 1991 : Gabriel Bird (Gabriel’s Fire) : Stan Frankel (saison 1, épisode 16)
- 1992 : L'Enfant du mensonge (en) (Baby Snatcher) de Joyce Chopra : Cal Hudson
- 1998-1999 : Ultime Recours (Vengeance Unlimited) : M. Chapel (9 épisodes)
- 1999 : Sanction Fatale (Supreme Sanction) de John Terlesky : Dalton
- 2000 : Le Faussaire (The Inspectors 2: A Shred of Evidence) de Brad Turner : Joe
- 2000 : Sacrifice (en) de Mark L. Lester : Tyler Pierce
- 2000 : High Noon de Rod Hardy : Frank Miller
- 2001 : Big Apple : Terry Maddock (saison 1, épisodes 1 à 8)
- 2003 : 44 Minutes de terreur (44 Minutes: The North Hollywood Shoot-Out) d’Yves Simoneau : Frank McGregor
- 2004 : Frankenstein de Marcus Nispel : l'inspecteur Harker
- 2005 : Tilt : Donovan "The Matador" Everest (mini-série en 9 épisodes)
- 2005 : Puzzle (Chasing Ghosts) de Kyle Dean Jackson : Kevin Harrison
- 2007 : L'Attaque du Crocodile Géant de Stewart Raffill : Croc Hawkins
- 2008 : À pleine vitesse (Crash and Burn) de Russell Mulcahy : Vincent Scaillo
- 2009 : Tim la malice (Lost in the Woods) de Jim Wynorski : Stuart Bunka
- 2009 : L'Aventure de Noël (Christmas Crash) de Terry Ingram : Joseph Johnson
- 2010 : Les Experts : Miami (CSI: Miami) : Coop Daly (saison 8, épisode 16)
- 2010 : 24 heures chrono (24) : Jim Ricker (4 épisodes, saison 8)
- 2012 : Piranhaconda de Jim Wynorski : Dr Lovegrove
- 2012 : Celebrity Big Brother : lui-même (saison 9)
- 2012 : Blue Bloods : Benjamin Walker (S3E2)
- 2014 : Hawaii 5-0 : Roy Parrish (saison 4, épisode 14)
- 2016 : Powers : Supershock (saison 2)
- 2017 : The Wrong Neighbor de Sam Irvin : Coach Jaworski
- 2018 : Megalodon de James Thomas : Amiral King

### Jeux vidéo
- 2001 : Grand Theft Auto III : Toni Cipriani
- 2003 : True Crime: Streets of LA : Rafferty
- 2004 : DRIV3R : Tanner
- 2005 : NARC : détective Jack Frozenski
- 2006 : Yakuza (龍が如く) : Shimano (voix anglaise)
- 2006 : Reservoir Dogs : M. Blonde
- 2012 : Dishonored : Daud
- 2013 : Call of Duty: Black Ops II : Finn O'Leary dans la carte zombie de Mob of the Dead
- 2014 : The Walking Dead : Saison 2 : William Carver
- 2017 : Dishonored: Death of the Outsider : Daud
- courant 2023 : Crime Boss: Rockay City : Travis Baker

### Clips musicaux
- 2001 : You Rock My World de Michael Jackson (réalisé par Paul Hunter)
- 2012 : As Long As You Love Me de Justin Bieber (réalisé par Anthony Mandler)
- 2014 : Black Widow, de Iggy Azalea et Rita Ora

## Distinctions

### Récompenses
- Rebelfest 2005 : Lauréat du Trophée Rebel.
- Rebelfest 2006 : Lauréat du Trophée Rebel.
- Temecula Valley International Film Festival 2007 : Lauréat du Trophée pour l'ensemble de sa carrière.
- 2017 : CinEuphoria Awards de la meilleure distribution dans un western pourLes Huit Salopards (The Hateful Eight) (2015) partagé avec Zoë Bell, Demián Bichir, Bruce Dern, Walton Goggins, Samuel L. Jackson, Jennifer Jason Leigh, James Parks, Tim Roth, Kurt Russell et Channing Tatum.

### Nominations
- 2016 : Awards Circuit Community Awards de la meilleure distribution dans un western pourLes Huit Salopards (The Hateful Eight) (2015) partagé avec Samuel L. Jackson, Kurt Russell, Jennifer Jason Leigh, Walton Goggins, Bruce Dern, Tim Roth, Demián Bichir, James Parks, Zoë Bell, Dana Gourrier et Gene Jones.
- 2016 : Gold Derby Awards de la meilleure distribution dans un western pourLes Huit Salopards (The Hateful Eight) (2015) partagé avec Demián Bichir, Bruce Dern, Walton Goggins, Samuel L. Jackson, Jennifer Jason Leigh, Tim Roth, Kurt Russell et Channing Tatum.

## Voix francophones
En version française,  Michael Madsen  est dans un premier temps doublé par Marc François dans Le Meilleur, par Jean-Pierre Moulin dans Wargames et par Marc Alfos dans L'Enfer du devoir. Par la suite, Michel Vigné et Jean-Yves Chatelais sont ses voix les plus régulières. Michel Vigné le double de manière sporadique entre 1989 et 2014 dans Thelma et Louise, Franc-parler, Relations interdites, Scary Movie 4, BloodRayne, Blue Bloods et Hawaii 5-0. Quant à Jean-Yves Chatelais, il le double entre 1993 et 2008 dans Sauvez Willy, sa suite, le diptyque Kill Bill, Sin City, Puzzle, Mon boss, sa fille et moi et En route pour l'enfer.
Dans les années 1990, Michael Madsen est notamment doublé par Yves Beneyton dans La Mutante, sa suite et Les Hommes de l'ombre, par Bernard-Pierre Donnadieu dans Donnie Brasco et Ultime Recours ou encore par Daniel Beretta dans Reservoir Dogs, Patrick Borg dans Wyatt Earp, Pascal Renwick dans Guet-apens, Georges Caudron dans Les Saisons de la vie et Éric Peter dans Le Maître du jeu. Jacques Frantz le double à plusieurs occasions entre 2002 et 2019 dans Meurs un autre jour, Blueberry, l'expérience secrète, Les Huit Salopards et Once Upon a Time… in Hollywood. Marc Alfos le redouble dans 24 heures chrono et Frédéric Souterelle dans Run or Die
En version québécoise, Pierre Auger le double dans Mon ami Willy et sa suite, ainsi que dans Donnie Brasco, La fille de mon patron, le diptyque Tuer Bill et Les 8 Enragés.  Sylvain Hétu le double dans  Une histoire de Sin City, En route pour l'enfer et 45 tours, Daniel Picard dans Espèces et sa suite, tandis qu'il est doublé par Manuel Tadros dans Wyatt Earp et Guy Nadon dans Film de peur 4.